# 斗南街
斗南街為台灣日治時期1940年至1945年間存在之行政區，轄屬台南州斗六郡。其原為1920年10月設立的斗南庄，在1940年6月17日升格為斗南街，為今雲林縣斗南鎮。

## 行政區劃

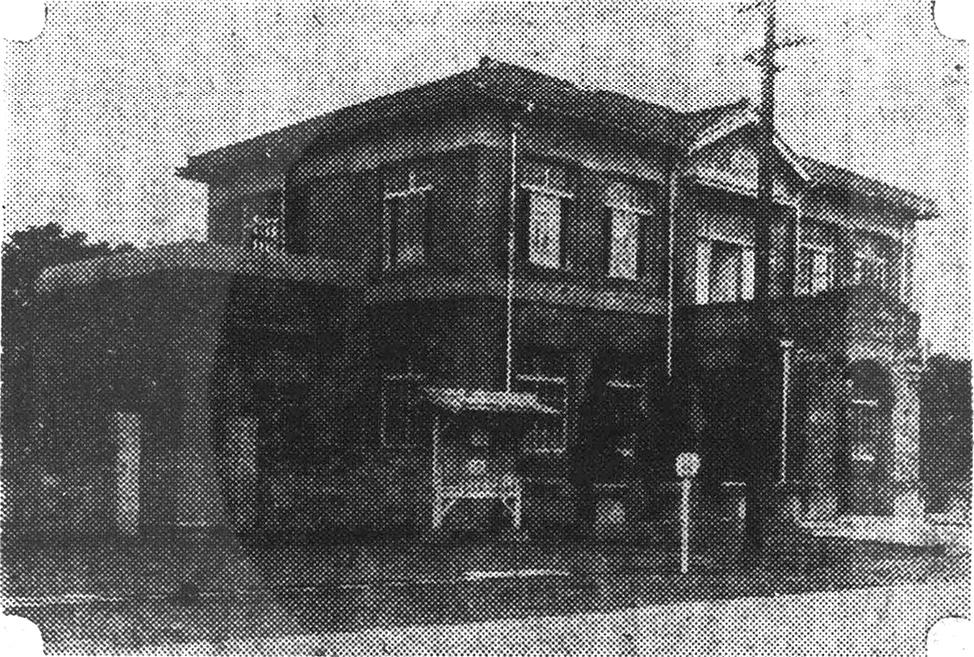
斗南街役場

斗南街在清治時期及日治時期初期屬他里霧堡的36庄，在1896年4月隸屬臺中縣；1897年6月至1898年6月改隸嘉義縣，之後又改隸臺中縣；1901年11月，縣和辨務署廢止而改隸斗六廳。1903年6月，此36庄編入他里霧區。1904年4月，斗六廳進行街庄整併，此36庄整併為他里霧堡之他里霧庄、舊社庄、林仔庄、石龜溪庄、南勢庄、阿丹庄、溫厝庄角、新庄、田頭庄、五間厝庄、大東庄、小東庄等12庄。
1920年10月1日，原堡里之行政區廢除，街庄改為大字；他里霧改稱斗南，前述12庄合併為臺南州斗六郡「斗南庄」；庄轄域內分為斗南、舊社、林子、石龜溪、南勢、阿丹、溫厝角、新庄、田頭、五間厝、大東、小東等12個大字。
- 大東大字下有「新崙」小字名[2]
- 新庄大字下有「新庄」、「將軍崙」小字名[1]

1940年6月17日，斗南庄升格為斗南街。
| 1899年1月                                      | 1904年4月 | 1904年4月 | 1920年10月 | 1920年10月 | 1945年 |
| ---------------------------------------------- | --------- | --------- | ---------- | ---------- | ------ |
| 他里霧庄、社頭庄、菜瓜藔庄                     | 他里霧區  | 他里霧庄  | 斗南庄     | 斗南       | 斗南鎮 |
| 舊社庄                                         | 他里霧區  | 舊社庄    | 斗南庄     | 舊社       | 斗南鎮 |
| 林仔庄、連芳庄                                 | 他里霧區  | 林仔庄    | 斗南庄     | 林子       | 斗南鎮 |
| 石龜溪庄、包厝庄、南靖厝庄、埤藔庄             | 他里霧區  | 石龜溪庄  | 斗南庄     | 石龜溪     | 斗南鎮 |
| 南勢庄、過溪藔庄                               | 他里霧區  | 南勢庄    | 斗南庄     | 南勢       | 斗南鎮 |
| 阿丹庄、崙仔庄                                 | 他里霧區  | 阿丹庄    | 斗南庄     | 阿丹       | 斗南鎮 |
| 溫厝角庄、竹圍庄、竹頭角庄、猴悶溝庄           | 他里霧區  | 溫厝庄角  | 斗南庄     | 溫厝角     | 斗南鎮 |
| 新庄、北勢仔庄、新厝藔庄、將軍崙庄、烏瓦磘庄   | 他里霧區  | 新庄      | 斗南庄     | 新庄       | 斗南鎮 |
| 田頭庄、後庄、苦苓腳庄                         | 他里霧區  | 田頭庄    | 斗南庄     | 田頭       | 斗南鎮 |
| 五間厝庄、二重溝庄、紅瓦磘庄                   | 他里霧區  | 五間厝庄  | 斗南庄     | 五間厝     | 斗南鎮 |
| 大東庄、溝心庄、港墘庄、埤蔴庄、新厝庄、新崙庄 | 他里霧區  | 大東庄    | 斗南庄     | 大東       | 斗南鎮 |
| 小東庄                                         | 他里霧區  | 小東庄    | 斗南庄     | 小東       | 斗南鎮 |

## 街庄長
- 陳奎牛：1920年至1925年
- 章萬春：1926年至1932年
- 陳奎牛：1933年至1937年
- 高橋幾一：1938年至1941年
- 長野與吉：1942年至1945年

## 人口
| 大字別 | 內地人 | 臺灣人 | 朝鮮人 | 中華民國人 | 小計   |
| ------ | ------ | ------ | ------ | ---------- | ------ |
| 斗南   | 159    | 4,795  | 6      | 113        | 5,073  |
| 舊社   | 0      | 505    | 0      | 4          | 509    |
| 林子   | 0      | 927    | 0      | 0          | 927    |
| 石龜溪 | 12     | 2,496  | 0      | 1          | 2,509  |
| 南勢   | 0      | 642    | 0      | 0          | 642    |
| 阿丹   | 4      | 1,213  | 0      | 0          | 1,217  |
| 溫厝角 | 0      | 361    | 0      | 0          | 361    |
| 新庄   | 12     | 2,733  | 0      | 0          | 2,745  |
| 田頭   | 0      | 1,463  | 0      | 0          | 1,463  |
| 五間厝 | 5      | 1,740  | 0      | 1          | 1,746  |
| 大東   | 28     | 5,015  | 0      | 15         | 5,058  |
| 小東   | 0      | 1,192  | 0      | 4          | 1,196  |
| 小計   | 220    | 23,082 | 6      | 138        | 23,446 |

## 交通

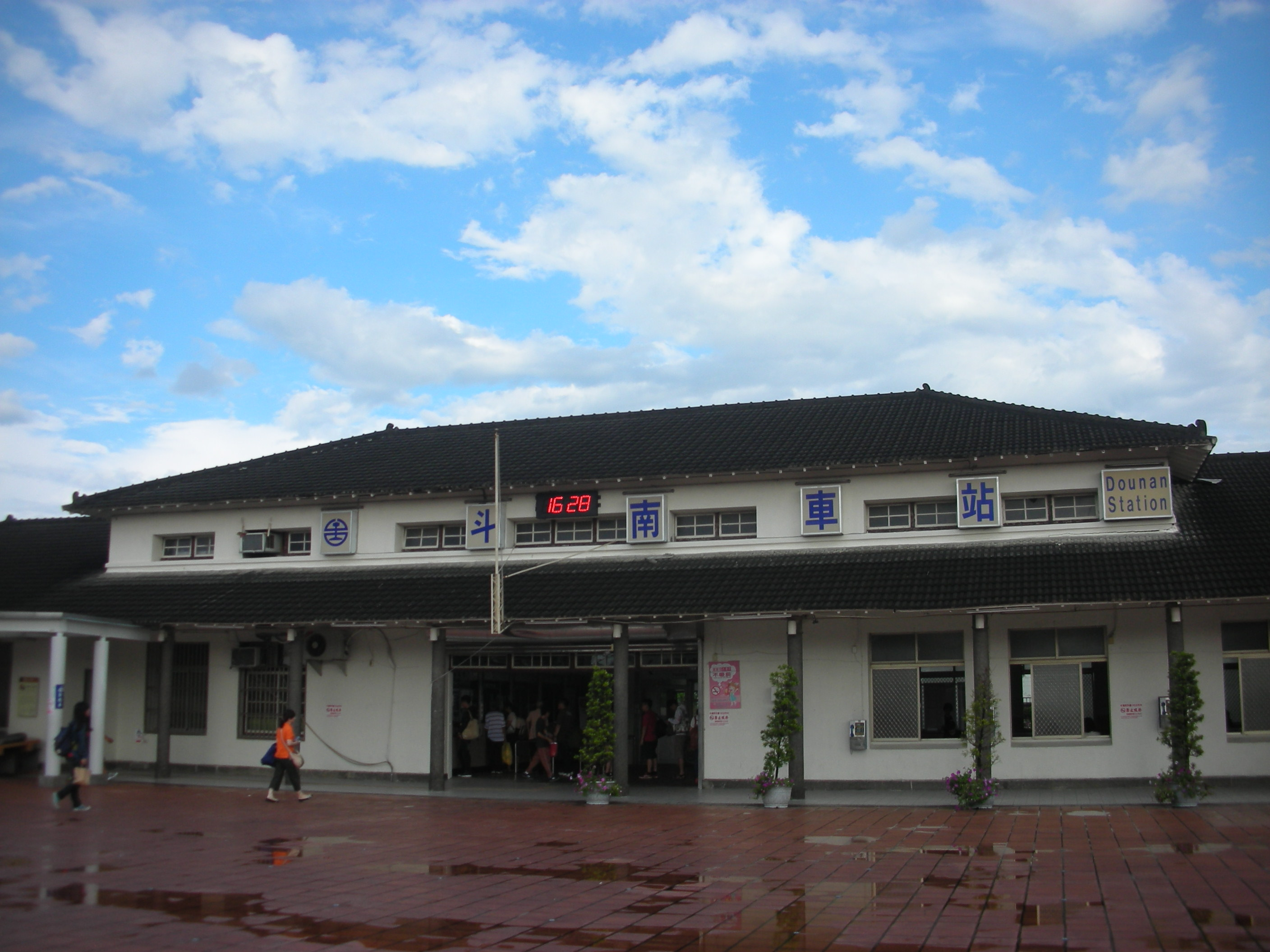
斗南車站

- 斗南車站斗南車站
- 大日本製糖斗南車站

## 教育
- 斗南專修農業學校（今莿桐國中前身，原址為斗南高中）[5]
- 他里霧公學校→斗南公學校→斗六國民學校（今斗南國小）
- 斗南公學校溫厝角分教場→溫厝角國民學校（今重光國小）
- 斗南公學校新崙分校→大東公學校→大東國民學校（今大東國小）
- 石龜溪公學校→石龜溪國民學校（今石龜國小）

## 設施
- 斗南街役場
- 斗南郵便局
- 米穀檢查所斗南出張所
- 警察官吏派出所：斗南、新崙、石龜溪、阿丹派出所[6]斗南分局舊廳舍(原斗南派出所)

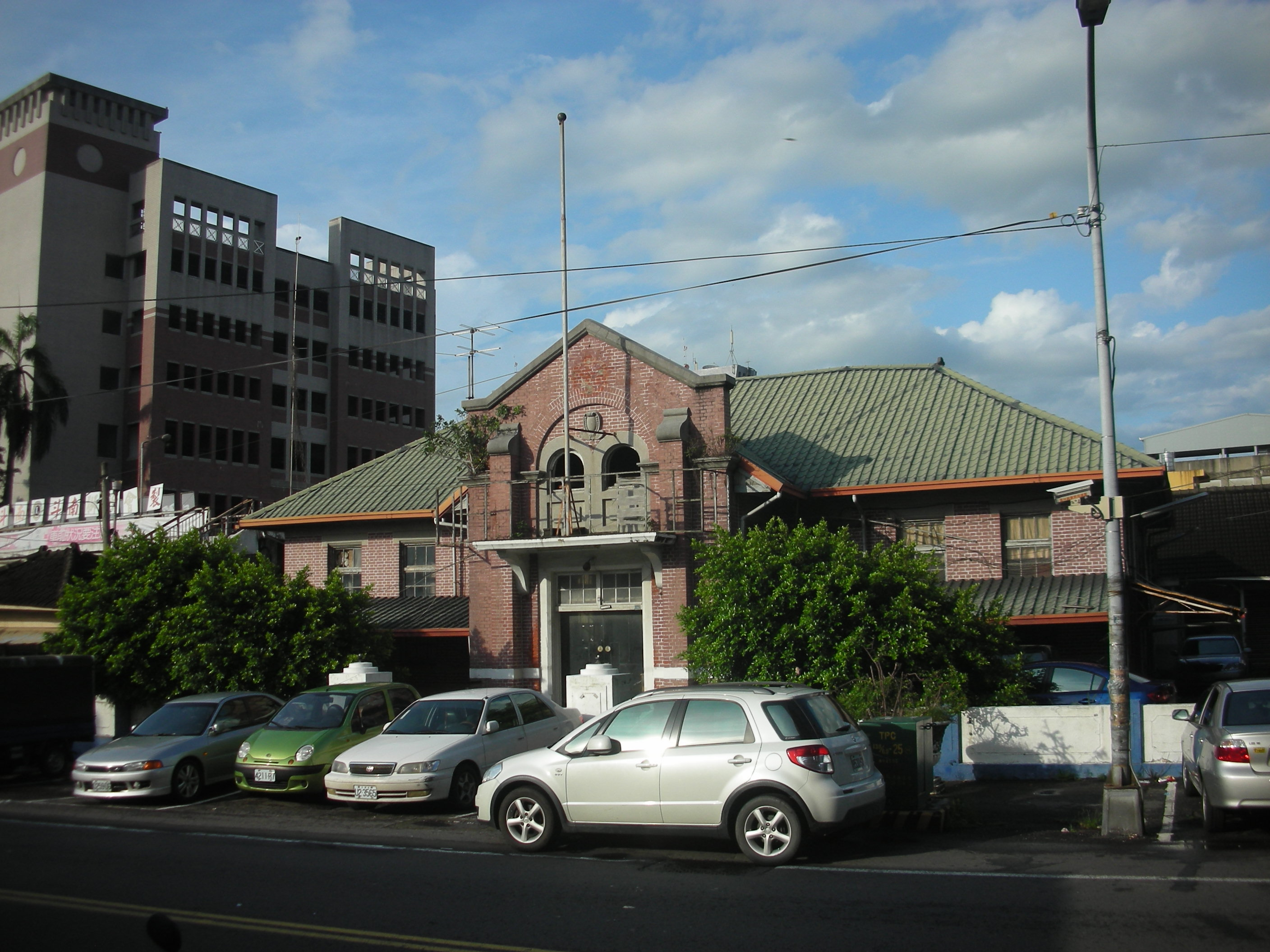
斗南分局舊廳舍(原斗南派出所)

- 斗南水道（1926年完工）
- 斗南市場
- 斗南忠魂碑（設在順安宮舊址，碑已不存）[7]
- 斗南信用組合（今斗南鎮農會）
- 臺灣電燈株式會社斗南營業所
- 國際通運株式會社斗南出張所
- 日東商船組斗南支店